# Blue Origin NS-16
Blue Origin NS-16 var den första bemannade flygningen av Blue Origins New Shepard. Farkosten sköts upp på en kastbanefärd från Corn Ranch i Texas, den 20 juli 2021. Flygningen varade i drygt 10 minuter och kapseln nåde som högts 107 kilometer höjd.
Under flygningen blev Wally Funk världen äldsta person i rymden och Oliver Daemen blev världens yngsta person i rymden.

## Besättning
| Turist | Jeff Bezos    |
| Turist | Mark Bezos    |
| Turist | Wally Funk    |
| Turist | Oliver Daemen |